# Alexia Djilali
Alexia Djilali (ur. 27 października 1987 w Miluzie we Francji) – francuska siatkarka, grająca jako przyjmująca. Obecnie występuje w drużynie ASPTT Miluza.

## Kariera
| Klub         | Kraj    | Od        | Do        |
| ASPTT Miluza | Francja | 2002–2003 | 2011–2012 |

## Sukcesy
- Mistrzostwo Francji
  - Wicemistrzostwo: 2007, 2008, 2009, 2010, 2011
- Puchar Francji
  - Wicemistrzostwo: 2009, 2010